# Viktor Dankl
Viktor Julius Ignaz Ferdinand Dankl, ab 1917 Freiherr von Dankl, ab 1918 Graf Dankl von Kraśnik, ab 1919 Viktor Dankl (* 18. September 1854 in Udine (Venetien); † 8. Jänner 1941 in Innsbruck), war ein Generaloberst der Österreich-Ungarischen Armee.

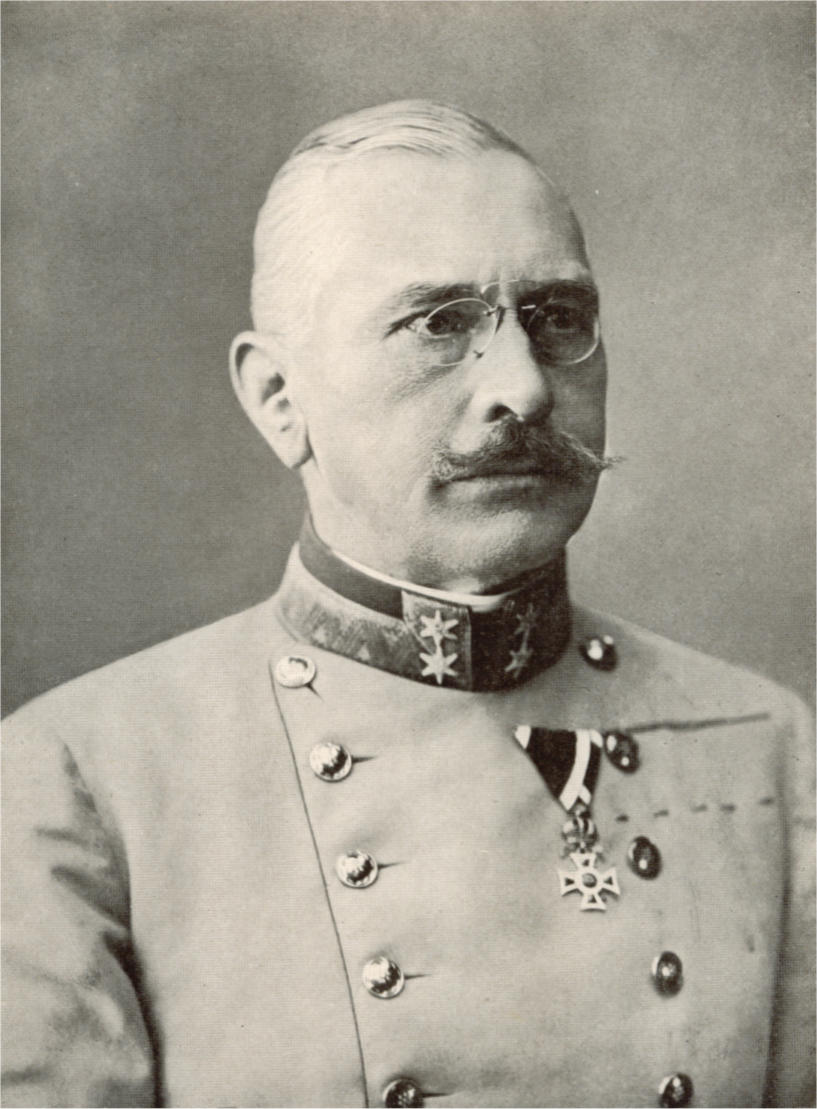
Feldmarschalleutnant Dankl (Fotografie von Eugen Schöfer)

## Leben
Geboren als Victor Dankl, war er der Sohn eines aus Wien stammenden Hauptmanns der k.u.k Armee. Nachdem sein Vater 1865 den Dienst quittiert hatte, zog die Familie nach Görz und später nach Triest. In beiden Städten besuchte Dankl das Deutsche Gymnasium. Mit vierzehn Jahren trat er 1869 in die k.u.k. Kadettenanstalt in St. Pölten ein und wechselte von dort 1870 zur Maria-Theresianischen-Militär-Akademie nach Wiener Neustadt.
1873 wurde er zum Leutnant befördert und erhielt eine Stelle beim Dragoner Regiment „König Albert“ Nr. 3 in Enns. Dankl besuchte von 1877 bis 1879 die Kriegsschule in Wien und wurde zum 1. Dezember 1880 als Generalstabsoffizier bei der 8. Kavalleriebrigade in Prag eingesetzt. 1883 erfolgte die Versetzung zum Hauptquartier der 32. Infanterie-Truppendivision in Budapest.
Zwischenzeitlich Oberstleutnant im Böhmischen Ulanen-Regiment „Alexander II. Kaiser von Rußland“ Nr. 11, wurde Dankl 1896 zum Stabschef des XIII. Armeekorps in Agram ernannt. 1899 erfolgte seine Ernennung zum Chef des Zentral Bureaus des k.u.k. Stabswesens in Wien. Mit der Beförderung zum Generalmajor am 16. Mai 1903 wurde ihm das Kommando über die 66. Infanterie-Brigade in Komárom übertragen. 1905 erhielt er das Kommando über die 16. Infanterie-Brigade in Trient. Verbunden mit der Beförderung zum Feldmarschallleutnant 1907 wurde er Kommandant der 36. Infanterie-Truppendivision in Agram. Die letzte Stufe seiner militärischen Karriere vor Ausbruch des Ersten Weltkrieges erreichte Dankl mit dem Kommando über das XIV. Armeekorps in Innsbruck – somit verantwortlich für Nord-, Süd- und Welschtirol.

### Erster Weltkrieg

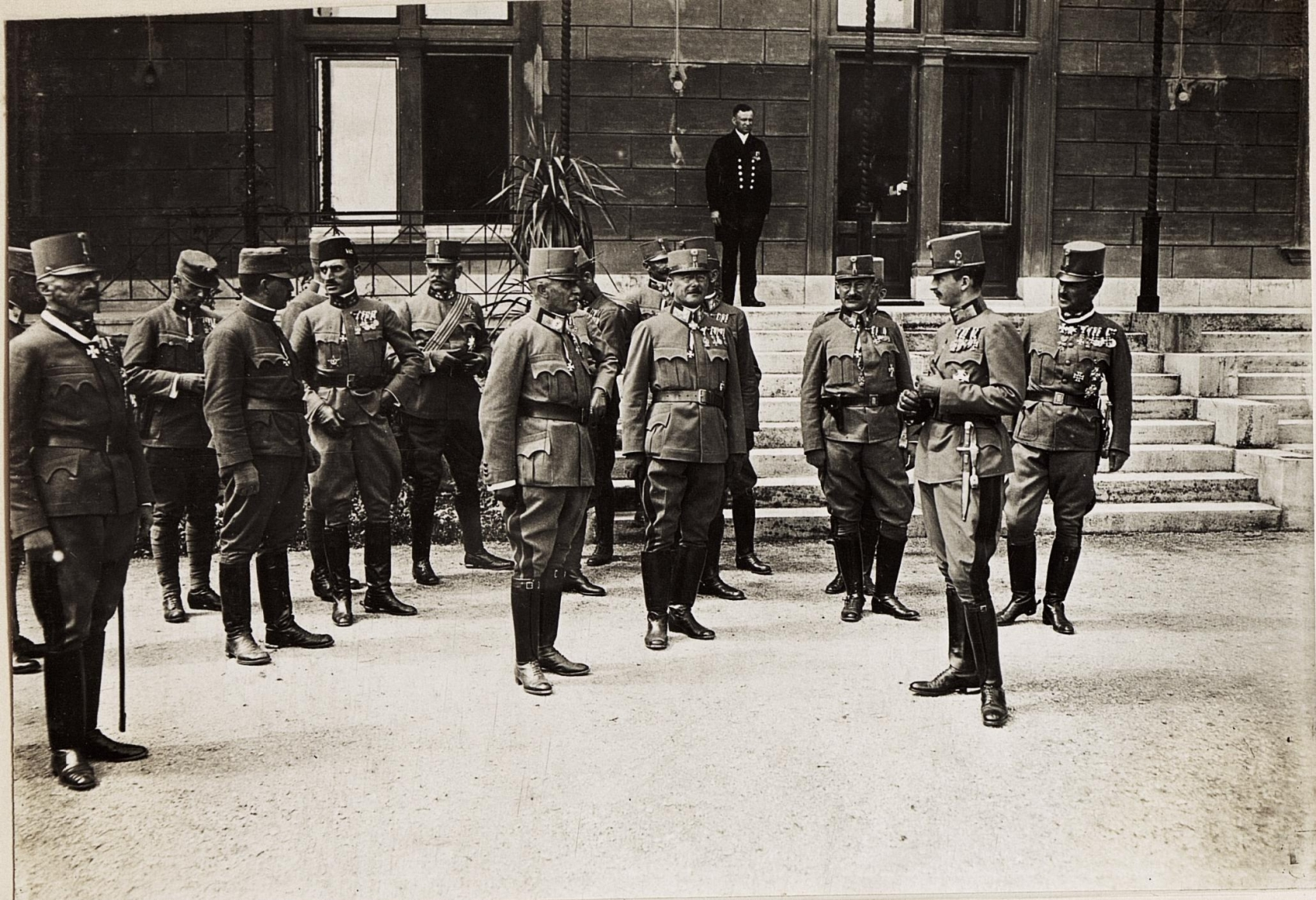
180. Promotion des Militär-Maria-Theresien-Ordens am 17. August 1917 in der Villa Wartholz (Generaloberst Dankl ganz links, mit Kommandeurkreuz um den Hals)

Am 29. Oktober 1912 zum General der Kavallerie befördert, erhielt er bei der Mobilmachung 1914 das Kommando über die 1. Armee, bestehend aus dem I., V. und X. Armeekorps. Mit jener erkämpfte Dankl den ersten Sieg der österreichisch-ungarischen über die russische Armee in der Schlacht von Kraśnik in Galizien vom 23. bis 25. August 1914 und drang mit seinen Truppen bis vor Lublin vor. Danach griff Dankls 1. Armee während der Schlacht an der Weichsel ab 23. Oktober mit dem V. Korps am rechten und dem I. Korps am linken Flügel gegen die Linie Radom–Iwangorod an, scheiterte aber am zähen russischen Widerstand. Am 27. Oktober musste die 1. Armee den Rückzug antreten, den die Kavallerie des Generals Leopold von Hauer über Radom zurück auf Ostrowiec deckte. Am 31. Oktober stoppte Dankl seinen Rückzug an der Opatówka und leitete anschließend bis Mai 1915 die Abwehrfront nördlich Krakau.
Im Mai 1915 wurde Dankl an die Italienfront versetzt und übernahm das Kommando über die Verteidigung Tirols; er schlug sein Hauptquartier im Hotel Laurin auf. Mit den eigentlich völlig unzureichenden Kräften, die ihm dort zur Verfügung standen, gelang es ihm dennoch, die Angriffe der Italiener aufzuhalten, bis Verstärkungen von der Nordostfront eintrafen. Im März 1916 wurde ihm das Kommando der im Trentino konzentrierten 11. Armee übertragen. Am 1. Mai 1916  zum Generaloberst befördert, leitete er ab Mitte Mai die Südtiroloffensive. Die 11. Armee griff südlich von Rovereto gegen die Zugna Torta und über die Hochfläche von Folgaria gegen die Linie Arsiero und Asiago an. Bis Anfang Juni war
nahezu das gesamte Vallarsa erobert, ebenso das Col Santo Massiv bis zum Monte Pasubio und das Val Posina westlich von Arsiero.

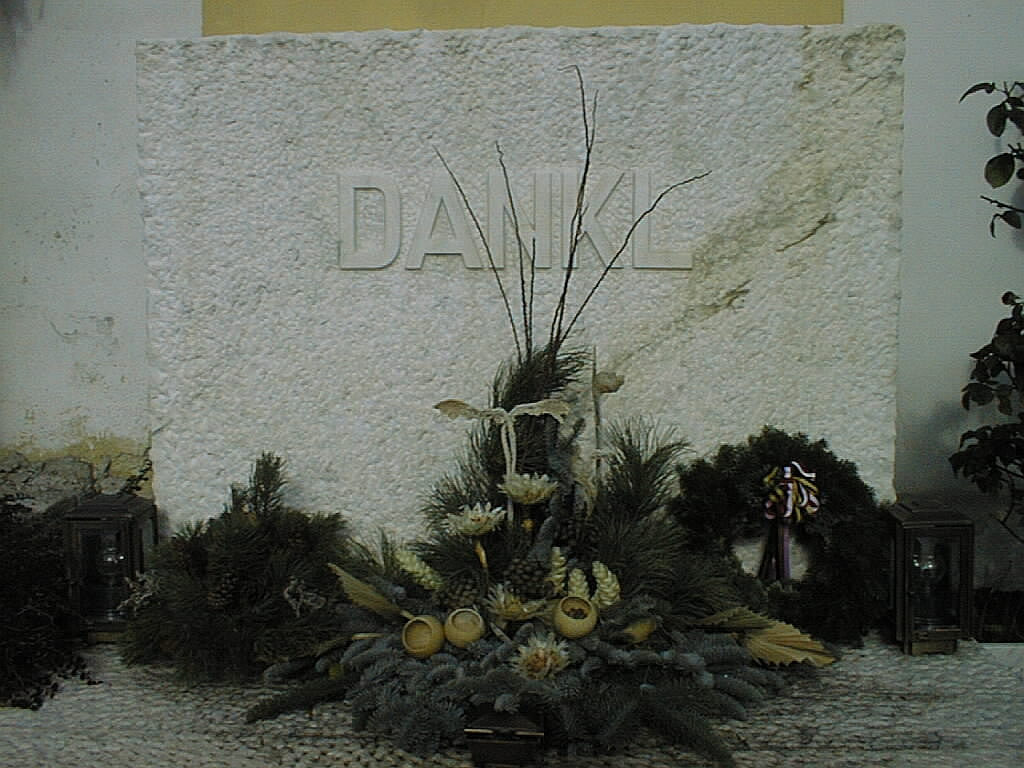
Grab Dankls auf dem Friedhof der Wiltener Basilika

Aus gesundheitlichen Gründen übergab er das Kommando seiner Verbände am 17. Juni 1916 an Generaloberst Franz Rohr von Denta. Er wurde nach einer schweren Kehlkopfoperation zur Disposition gestellt und übernahm kein aktives Kommando mehr.

### Ehrungen

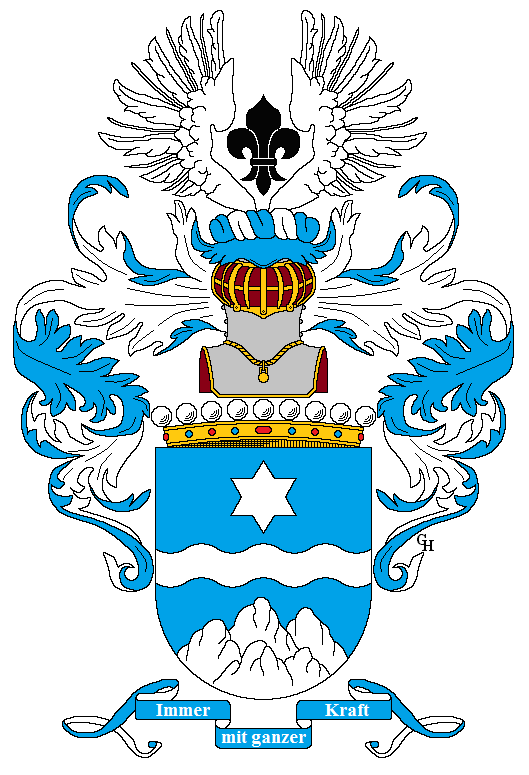
Grafenstandswappen Dankl von Krasnik, 1918

Dankl wurde Kapitän ehrenhalber der Arcièrenleibgarde und dann in Vertretung von Franz Conrad von Hötzendorf Oberst sämtlicher Leibgarden. Außerdem wurde er zum Geheimen Rat und zum D. h. c. der Universität Innsbruck ernannt. Am 10. November 1918, unmittelbar vor dem Ende der Monarchie, wurde er in den Grafenstand erhoben, nachdem er bereits 1917 in Zusammenhang mit der Verleihung des Militär-Maria-Theresien-Ordens den erblichen österreichischen Freiherrenstand und das Prädikat „von Krasnik“ erhalten hatte. Wenige Monate später, im April 1919, wurde die Aufhebung des Adels beschlossen.
Dankl war nach dem Krieg Protektor vom Bau des Heldendenkmals im Äußeren Burgtor (Wien). 1925 wurde er Kanzler des Militär-Maria-Theresien-Ordens und Präsident der legitimistischen Vereinigung Reichsbund der Österreicher.

## Rezeption
Nach dem österreichisch-ungarischen Zusammenbruch und der Bildung der Republik Deutschösterreich begannen rasch mystifizierende Kriegsberichte die eigentliche Kriegsmisere zu überlagern. Die unkritische, ehrerbietige Porträtierung von ehemaligen Heereskommandanten betraf auch Viktor Dankl, der im Jahrbuch des Kaiserschützenbundes von 1925 als „eine echt österreichische Soldatennatur, ein Führer in der vollen Bedeutung des Wortes“  und als ein „von seinen Soldaten stets verehrter General“ beschrieben wurde. Diese Art der Geschichtsinstrumentalisierung dominierte in der Zwischenkriegszeit und wurde von legitimatorischen Publikationen wie insbesondere den Memoiren des ehemaligen Chefs des Generalstabs Franz Conrad von Hötzendorf entscheidend geprägt.